# Manuel Insaurralde
Carlos Manuel Insaurralde (Formosa, provincia de Formosa, Argentina; 31 de enero de 1999) es un futbolista argentino. Juega de centrocampista en el San Lorenzo de la Primera División de Argentina.

## Trayectoria

### San Lorenzo
Fue promovido de la reserva por Claudio Biaggio en 2018.

## Selección nacional

### Categoría sub-20
Disputó el torneo L'Alcúdia, donde se consagró campeón junto a su seleccionado nacional. Disputó en enero y febrero de 2019 el Sudamericano Sub-20, siendo partícipe de 5 partidos.

### Participaciones en Sudamericanos
| Torneo                      | Sede  | Resultado  | Partidos | Goles |
| --------------------------- | ----- | ---------- | -------- | ----- |
| Sudamericano Sub-20 de 2019 | Chile | Subcampeón | 5        | 0     |

## Estadísticas

### Clubes
- Actualizado al último partido disputado el 21 de marzo de 2024.

| Club                              | Div.                | Temporada           | Liga  | Liga  | Liga   | Copas Nacionales | Copas Nacionales | Copas Nacionales | Copas Internacionales | Copas Internacionales | Copas Internacionales | Total | Total | Total  |
| Club                              | Div.                | Temporada           | Part. | Goles | Asist. | Part.            | Goles            | Asist.           | Part.                 | Goles                 | Asist.                | Part. | Goles | Asist. |
| --------------------------------- | ------------------- | ------------------- | ----- | ----- | ------ | ---------------- | ---------------- | ---------------- | --------------------- | --------------------- | --------------------- | ----- | ----- | ------ |
| San Lorenzo Argentina             | 1.ª                 | 2018                | -     | -     | -      | 1                | 0                | 0                | -                     | -                     | -                     | 1     | 0     | 0      |
| San Lorenzo Argentina             | 1.ª                 | 2019                | 9     | 0     | 0      | 1                | 0                | 0                | -                     | -                     | -                     | 10    | 0     | 0      |
| Universidad Católica · Chile      | 1.ª                 | 2020                | 22    | 0     | 0      | -                | -                | -                | 1                     | 0                     | 0                     | 23    | 0     | 0      |
| Universidad Católica · Chile      | Total club          | Total club          | 22    | 0     | 0      | 0                | 0                | 0                | 1                     | 0                     | 0                     | 23    | 0     | 0      |
| San Lorenzo Argentina             | 1.ª                 | 2021                | -     | -     | -      | 1                | 0                | 0                | -                     | -                     | -                     | 1     | 0     | 0      |
| Gimnasia y Esgrima (LP) Argentina | 1.ª                 | 2021                | 21    | 0     | 1      | 1                | 0                | 0                | -                     | -                     | -                     | 22    | 0     | 1      |
| Gimnasia y Esgrima (LP) Argentina | 1.ª                 | 2022                | 22    | 0     | 0      | 3                | 0                | 0                | -                     | -                     | -                     | 25    | 0     | 0      |
| Gimnasia y Esgrima (LP) Argentina | Total club          | Total club          | 43    | 0     | 1      | 4                | 0                | 0                |                       | 0                     | 0                     | 47    | 0     | 1      |
| San Lorenzo Argentina             | 1.ª                 | 2023                | 6     | 0     | 0      | -                | -                | -                | -                     | -                     | -                     | 6     | 0     | 0      |
| San Lorenzo Argentina             | 1.ª                 | 2024                | 9     | 0     | 0      | 1                | 0                | 0                | -                     | -                     | -                     | 10    | 0     | 0      |
| San Lorenzo Argentina             | Total Club          | Total Club          | 24    | 0     | 0      | 4                | 0                | 0                | 0                     | 0                     | 0                     | 28    | 0     | 0      |
| Total en su carrera               | Total en su carrera | Total en su carrera | 89    | 0     | 1      | 8                | 0                | 0                | 1                     | 0                     | 0                     | 98    | 0     | 1      |